# كأس ملك إسبانيا 1975–76
كأس ملك إسبانيا 1975–76 (بالإسبانية: Copa del Generalísimo de fútbol 1975-76)‏ هو الموسم 72 من كأس ملك إسبانيا. أشرف على تنظيمه الاتحاد الملكي الإسباني لكرة القدم، وكان عدد الأندية المشاركة فيه 112، وفاز فيه أتلتيكو مدريد.